# Ilz
Pour les articles homonymes, voir Ilz (homonymie).
 (mars 2021).
Si vous disposez d'ouvrages ou d'articles de référence ou si vous connaissez des sites web de qualité traitant du thème abordé ici, merci de compléter l'article en donnant les références utiles à sa vérifiabilité et en les liant à la section « Notes et références ».
L'Ilz est une rivière allemande, affluent de la rive gauche du Danube.

## Géographie

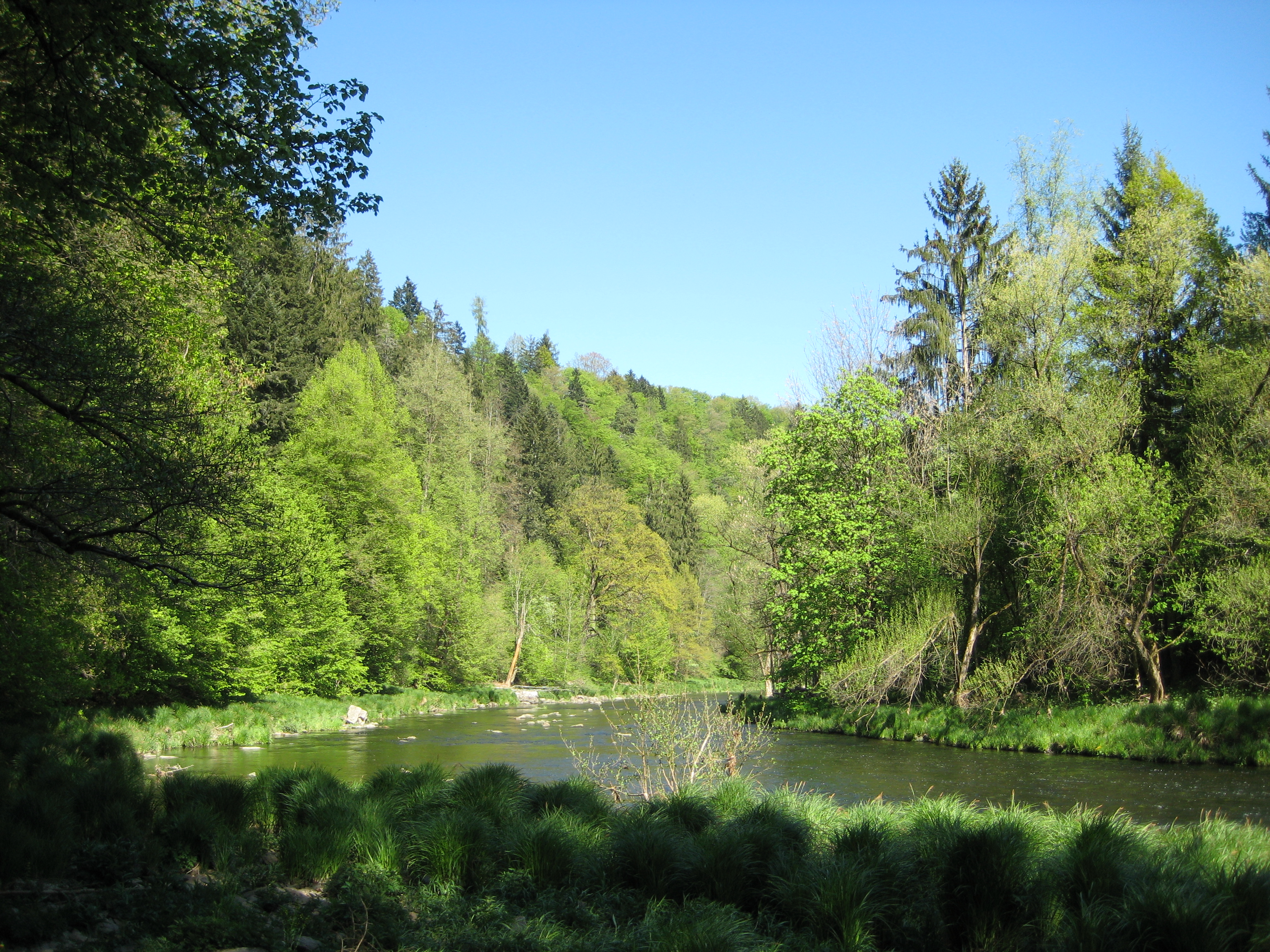
L'Ilz à Passau.

L'Ilz est une rivière qui prend sa source près de la montagne Großer Rachel, près du Großer Arber, à la frontière tchèque. Il s'écoule à travers la forêt de Bavière sur 65 km avec une dénivelée de 780 m avant de se jeter dans le Danube au niveau de la ville de Passau.